# Lemon Grove
Lemon Grove è una città degli Stati Uniti d'America situata nella Contea di San Diego, nello Stato della California.